# ルキウス・ウァレリウス・フラックス (紀元前195年の執政官)
ルキウス・ウァレリウス・フラックス（ラテン語: Lucius Valerius Flaccus、紀元前240年頃 - 紀元前180年）は、紀元前3世紀後期から紀元前2世紀前半の共和政ローマの政治家・軍人。紀元前195年に執政官（コンスル）を務めた。

## 出自
フラックスは、ローマで最も著名なパトリキ（貴族）であるウァレリウス氏族の出身である。ウァレリウス氏族の祖先はサビニ族であり、王政ローマをロームルスとティトゥス・タティウスが共同統治した際に、ローマへ移住したとされる。その子孫に共和政ローマの設立者の一人で、最初の執政官であるプブリウス・ウァレリウス・プブリコラがいる。その後ウァレリウス氏族は継続的に執政官を輩出してきた。
フラックスの父は紀元前227年の執政官プブリウス・ウァレリウス・フラックス、祖父は紀元前261年の執政官ルキウス・ウァレリウス・フラックスであり、フラックスのコグノーメン（第三名、家族名）を使ったのは祖父が最初と思われる。その後フラックス家は紀元前1世紀中盤まで活躍し、メッサラ家と並んでウァレリウス氏族の中でも最も繁栄した。祖父ルキウス以来6世代に渡って執政官を出している。
父プブリウスには息子が三人いたと推定され、執政官ルキウスは次男である。長男に関する記録は無いが、ローマの慣例からその名前はプブリウスであったと思われ、紀元前215年に艦隊プラエフェクトゥスを務めたものの若死にしたと推定される。三男のガイウスもクルスス・ホノルム（名誉のコース）を歩み、紀元前183年には法務官に就任している。また、娘が一人あった可能性もある。ディオドロスは、紀元前204年4月に、フリギアの偉大な女神を具現した聖なる石を受け入れたウァレリアという女性に言及している。
紀元前152年の執政官ルキウス・ウァレリウス・フラックスは息子であり、ウァレリウス・フラックス家から出た執政官は全て彼の直系の子孫である。

## 経歴

### 初期の経歴
フラックスの生誕年は紀元前240年頃と推定される。フラックスに関する最初の記録は紀元前209年のもので、この年に末弟のガイウスがユピテル神殿の神官となっているが、ティトゥス・リウィウスは「兄のルキウスや他の親戚達が若いガイウスの悪行に耐えられなかったため」であると記録している。この記録から、この時点でルキウスは家長であった（長兄は既に死去していた）と結論できる。
この頃になると、フラックス家とマルクス・ポルキウス・カトとの間に個人的な関係ができていた。両者の関係は紀元前210年、早ければ紀元前216年に遡る。プルタルコスによれば、両者の自宅は近接しており、両者ともに「気性の良さ、節度、仕事愛」といった美徳をもっていた。フラックスは若いカトを自宅に招き、ローマで政治家としての活動する能力があることを確信した。Kvashninは、フラックスがカトをマルクス・クラウディウス・マルケッルスの政治グループに紹介したと推測している。カトがフラックスの助言を受けてフォルムに出入りし始めたと、後にマルクス・ペルペルナ（紀元前92年の執政官）が述べている。ドイツの歴史家Friedrich Münzerは、第二次ポエニ戦争中というローマにとって最も困難な時期であったのにもかかわらず、両者の出会いが「牧歌的」であるとしている。V. Kvashninは、フラックスがカトをマルクス・クラウディウス・マルケッルスのサークルに紹介したと仮説している。後にその関係を利用して、カトは紀元前204年の財務官（クァエストル）に当選している。
フラックスの政務官としての最初の記録は紀元前201年、ハンニバルとの戦争が終了した年のものである。フラックスは上級按察官（アエディリス・クルリス）に就任している。同僚の上級按察官はルキウス・クィンクティウス・フラミニヌスであった。両者は壮大な競技会を開催し、「市民にスキピオ・アフリカヌスがアフリカから持ち帰った大量の穀物を分配した」。明らかにこの手段で市民の人気を獲得し、翌年末の選挙でフラックス自身は法務官（プラエトル）に、弟のガイウスとカトは按察官に当選した。
紀元前200年、自身は按察官と法務官の間の年であるが、フラックスは法務官ルキウス・フリウス・プルプレオのレガトゥス（副司令官）としてガリア・キサルピナに出征した。第二次ポエニ戦争は終結していたが、カルタゴの元将軍ハミルカルがガリア兵を率いて反乱を起こし、プラケンティア（現在のピアチェンツァ）を占領しクレモナを包囲した。プルプレオはガリア軍と会戦を行い決定的な勝利を得たが、フラックスも戦闘では騎兵を率いて重要な役割を果たした。ティトゥス・リウィウスによると、35,000のガリア兵が戦死するか捕虜となり（ハミルカルも戦死した一人であった）、捕虜となって意がプラケンティア市民2,000も開放された。その年の終わり、フラックスはローマに戻り、弟ガイウスのために宣誓の義務を果たした（弟は神官であったため、自身で宣誓を行えなかった）。
紀元前199年、法務官に就任するとシキリア属州の総督となった。紀元前196年、終身職である神祇官（ポンティフェクス）であったマルクス・コルネリウス・ケテグスが死亡すると、ルフスがその後任として神祇官となった。また、友人であるカトも出世階段を上っていた。その年の終わりの政務官選挙では、フラックスとカトは執政官に立候補した。

### 執政官
紀元前200年代、ローマではスキピオ・アフリカヌス派の影響が拡大していた。同時にスキピオのコルネリウス氏族に対抗する勢力も徐々に拡大しており、フラックスもカトもそれに属していた。この「反スキピオ派」の勝利の一つは、フラックスが法務官選挙での勝利であった。歴史家はフラックスの上官であったプルプレオや、フラックスと同時に神祇官となったマルクス・クラウディウス・マルケッルスも、反スキピオ派であったと考えている。マルケッルスは紀元前196年の執政官でもあったため、翌年の選挙を管理した。このことは、フラックスとカトの当選の可能性を顕著に高めることとなった。
この年の執政官選挙に、他に誰が立候補したかの記録は無い。これは選挙に深刻な対立が無かったことを意味するのかもしれない。結果ルキウスとカトは執政官に選出された。また同じ反スキピオ派のプブリウス・ポルキウス・ラエカとアッピウス・クラウディウス・ネロは法務官に当選した。くじ引きの結果、フラックスはイタリア本土、カトはヒスパニアを担当することとなった。しかし、まずは両執政官は紀元前217年に法務官アウルス・コルネリウス・マムラが立てた誓いを果たすため、「聖なる春」の儀式（Ver sacrum）を行う必要があった。誓いを成就するための方法は、神祇官が行うこととなり、フラックス本人とマルケッルスを中心に、ガイウス・セルウィリウス・ゲミヌス、ガイウス・リウィウス・サリナトルおよびグナエウス・セルウィリウス・カエピオが支援し重要な役割を果たした。両執政官はユピテル神に豚、羊、山羊、牛の群れを献納した。しかしその1年後、スキピオ派である最高神祇官プブリウス・リキニウス・クラッスス・ディウェスが、この儀式は正確に行われなかったとし、再度儀式を行っている。
フラックスが執政官となって直ぐ、重要な出来事が起こっている。二人の護民官が紀元前215年にガイウス・オッピウスが制定したオッピウス法（en:Lex Oppia）の廃止を提案した。この法は女性に宝石や高価な衣装の着用を禁止したものであった。この法を守るため、他の二人の護民官とカトが演説を行った。ローマのノビレス（新貴族）全体が、廃止を支持するものと支持しないものの二つに割れた。にもかかわらず、民会は女性の積極性を鑑みて廃案に賛成した。この決定を歓迎した民衆は、通りやフォルムに繰り出した。
この問題に対するフラックスの姿勢は、資料からは不明である。歴史学者F. Münzerは、廃案の提案者の一人であり、プレブス（平民）系ウァレリウス氏族としては最初の護民官であるルキウス・ウァレリウス・タポンに注目している。Münzerによると、タポンはフラックスと個人的にも政治的にも近い関係を維持していた。議論が分裂したということから、二人の執政官の姿勢は異なっていたはずで、パトリキ系のウァレリウス氏族が法案廃止の実際の主導者であったのかもしれない。古代の歴史家たちはこの件に関しては口を閉ざしているが、これはウラックスとカトの間に対立があったという伝統的な見方を崩したくなかったためであろう。
その後カトはヒスパニアへ出征し、フラックスはガリア・キサルピナで戦った。フラックスは破壊されたプラケンティアとクレモナを修復し、翌年も前執政官（プロコンスル）としてその地に留まった。古代の資料には、フラックスの大勝利が二度記録されている。一つは紀元前195年のリタナエの森近くでの戦い、もう一つは翌紀元前194年のメディオラヌム（現在のミラノ）での戦いである。しかし、この戦いの歴史的正確さに関しては疑わしい。この地域で戦った彼の先任者達は凱旋式を実施しているのに対して、フラックスはそれを実施していない。
紀元前195年末、フラックスは政務官選挙を管理するために一旦ローマに戻ったが、カトはヒスパニアに留まっていた。結果は「スキピオ派」の圧勝であった。執政官に当選したのはスキピオ・アフリカヌス本人と彼の盟友のティベリウス・センプロニウス・ロングスであり、法務官には3人のコルネリウス氏族とノウス・ホモ（新人）が一人であった。Münzerは、この選挙結果はカトの助力無しではフラックスはローマの内政で良い結果を得ることは出来ないことを示しているとしている。

### バルカン半島
グラックスが次に歴史に登場するのは紀元前191年のことである。執政官マニウス・アキリウス・グラブリオが、アンティオコス3世とアエトリア同盟との戦争のために22,000の軍を率いてギリシアに渡った（ローマ・シリア戦争）。軍の幕僚には、フラックス、カトに加えティトゥス・クィンクティウス・フラミニヌス、さらにスキピオ派に代表として、スキピオ・アシアティクス（アフリカヌスの弟）とルキウス・コルネリウス・スキピオ（アフリカヌスの息子）が加わっていた。フラックスの肩書きはレガトゥス（副司令官）ともトリブヌス・ミリトゥム（高級士官）とも言われている。
グラブリオの軍はテッサリアの都市をいくつか降伏させたが、アンティオコスとアエトリア同盟はテルモピュレを占領し、南部への進路を遮断した。グラブリオは敵軍周囲に2つの分遣隊を派遣した。一つはカトが率い、もう一つはフラックスが指揮した。カトが敵軍の要塞化された高地を攻撃し、もし占領に成功したら続いて敵主力軍後方から攻撃をかけてこれを撃破する作戦であり、さらにフラックスの部隊が勝利を拡大する計画であった。「しかし、要塞への攻撃は無駄に終わった」。にもかかわらず、この戦いからしばらく後に、ローマはトラキアのヘラクレアを4つの部隊で包囲し、グラブリオはフラックスをその指揮官の一人に任命した。ヘラクレアが陥落すると、アエトリア同盟はローマとの講和を求め、フラックスが予備交渉の責任者となった。彼は敗者に対して、過去に同盟がローマに与えた利益等は訴えず、ローマの慈悲にすがるように助言した。フラックス自身はアエトリア同盟側が受け入れられやすい条件を探した。紀元前211年にマルクス・ウァレリウス・ラエウィヌスがアエトリア同盟との間に友好条約を結んでいたが、フラックスも同盟の保護者のようであった。
紀元前190年初め、フラックスはグラブリオと共にローマに戻った。同年、プラケンティアとクレモナを再建するための三人委員会に選ばれた。他の委員は、法務官ルキウス・ウァレリウス・タップルスとマルクス・アティリウス・セラヌスであり、その政治歴を開始したばかりであったために、フラックスが実質的にこの委員会を率いた。

### 監察官
紀元前189年の政務官選挙では、フラックスとカトはローマの貴人達にとって最終的な目標といえる監察官（ケンソル）に立候補した。資料によるとこの選挙戦は激しく、フラックスの他に二人のパトリキ候補、ティトゥス・クィンクティウス・フラミニヌスとプブリウス・コルネリウス・スキピオ・ナシカが出馬している。プレブス候補者はカトの他マルクス・クラウディウス・マルケッルスとマニウス・アキリウス・グラブリオであった。ティトゥス・リウィウスは「この選挙自体が重要であるというより、別の要因により激しいものとなった」としている。歴史学的には、これは「スキピオ派」（ナシカとブラブリオ）と「カト派」の衝突であった。
フラックスとカトが協力したとすると、他のペアはフラミニヌスとマルケッルス、グラブリオとナシカであったと思われる。最も当選のチャンスが大きかったのは、最も最近の戦争に勝利しており、さらにプレブス達に多くの贈り物をして人気を得ていたグラブリオであった。しかし、多くのノビレス達はノウス・ホモの台頭を嫌っており、グラブリオの市民への贈り物は贈賄とされて裁判にかけられた。また護民官もアンティオコスからの戦利品の横領疑惑でグラブリオを告訴した。カトもこの告発を支持した。このような状況となったため、グラブリオは立候補を取りやめたが、カトもまた立候補を辞退した。このため、フラックスはフラミニヌスに敗北してしまった。プレブス側の当選者はマルケッルスであった。
紀元前186年、バックス教団の信者に対する迫害が始まった。彼らは夜間に集会を行い、放蕩や泥酔を奨励し、結果犯罪の増加につながったと非難されたのである。フラックスは元老院議員として二番目にその宗教を禁止する法案に署名している（最初に署名したのはマルケッルスであった）。
監察官の選挙は5年毎であったが、紀元前184年の選挙にフラックスとカトは再び立候補した。選挙戦はまたもや激しいものとなった。パトリキ候補者はフラックスの他にはルキウス・フリウス・プルプレオ、スキピオ・ナシカ、スキピオ・アシアティクスおよびグナエウス・マンリウス・ウルソであった。後の3人は全て「スキピオ派」の人物である。プレブス候補者ではティベリウス・センプロニウス・ロングス (紀元前194年の執政官)がスキピオ派であり、加えてマルクス・フルウィウス・ノビリオルとマルクス・センプロニウス・トゥディタヌスであった。
前年にカトがスキピオ兄弟に対する裁判で勝利し名声を得ていたため、フラックスとカトのペアの勝利の可能性が最も高いと思われた。このような状況の中、残りの候補者達は両者の当選阻止のために協力した。カトは対立候補達が「単独で戦えないために共謀している」と非難し、「監察官選出という純粋なモラルにしたがって彼とフラックスに投票するように」訴えた。他方で対立候補は「優しさと柔軟性」を訴えた。フラックス自身がどのように選挙活動を行ったかは、資料には記録されていない。明らかにカトの影の存在であった。カトの訴えが市民に最も受けいれられ、最高得票を得た。ここで紀元前184年の執政官の一人が、カトの親戚であるルキウス・ポルキウス・リキヌスであったことも大きい。まずはプレブス執政官選挙でカトが勝利したことによりフラックスの当選の可能性もあがり、実際に選挙に勝利した。
監察官就任後の両者の最初の仕事は元老院議員名簿の改定であった。それまでスキピオ・アフリカヌスが元老院第一人者とされていたが、カトはフラックスを第一人者とした（通常は元監察官のうち最も早く経験した者が選ばれる）。またフラックスとカトは、執政官経験者であるルキウス・クィンクティウス・フラミニヌスと法務官経験者2名を含む7名を、元老院から除名した。これは従来の「寛大な」監察活動からの決別を意味した。
この監察活動に関しては、古代の記録はカトに単独での決断としている。フラックスもカトの活動を支援した。エクィテス（騎士階級）に対する厳しい監査、全階級の人々に対する税金監査が行われた。臨時の贅沢税と3%の固定資産税の導入、下水道の修復および公共上水道の使用に関する妥協の無い検査も行われた。フラックス自身の業績として現在まで残っている資料に記録されているのは、ネプチューンの泉までの土手道を舗装し、公共道路としたことである。
紀元前180年、ローマには疫病が流行したがフラックスも死去した。この時点で60歳を越えてはいなかったと思われる。

## 参考資料

### 古代の資料
- カピトリヌスのファスティ
- ティトゥス・リウィウス『ローマ建国史』
- ポリュビオス『歴史』
- プルタルコス『対比列伝』
- オロシウス『異教徒に反論する歴史』

### 研究書
- Kvashnin V. "State and legal activity of Marc Portia Cato the Elder" - Vologda: Russia, 2004. - 132 p.
- Kvashnin V. "The laws of luxury in ancient Rome era Punic Wars" - Vologda: Russia, 2006. - 160 p. - ISBN 5-87822-272-8 .
- Kovalev S. "History of Rome" - M .: Polygon, 2002. - 864 p. - ISBN 5-89173-171-1 .
- Trukhina N. "Politics and politics of the "golden age" of the Roman Republic" - M .: Publishing house of the Moscow State University, 1986. - 184 p.
- Broughton R. "Magistrates of the Roman Republic" - New York, 1951. - Vol. I. - P. 600.
- Kienast D. "Cato der Zensor. Seine Persönlichkeit und seine Zeit" - Heidelberg: Quelle & Meyer, 1954. - 170 p.
- Münzer F. "Valerius 162ff" // Paulys Realencyclopädie der classischen Altertumswissenschaft . - 1955. - Bd. VIII A, 1. - Kol. 3-5.
- Münzer F. "Valerius 166" // Paulys Realencyclopädie der classischen Altertumswissenschaft . - 1955. - Bd. VIII A, 1. - Kol. 5-7.
- Münzer F. "Valerius 173" // Paulys Realencyclopädie der classischen Altertumswissenschaft . - 1955. - Bd. VIII A, 1. - Kol. 16-20.
- Münzer F. "Valerius 182" // Paulys Realencyclopädie der classischen Altertumswissenschaft . - 1955. - Bd. VIII A, 1. - Kol. 39.
- Volkmann H. "Valerius" // Paulys Realencyclopädie der classischen Altertumswissenschaft . - 1948. - Bd. VII A, 1. - Kol. 2292-2296.
- Volkmann H. "Valerius 89" // Paulys Realencyclopädie der classischen Altertumswissenschaft . - 1948. - Bd. VII A, 1. - Kol. 2311.